# Aïn Fares (Mascara)
Aïn Fares (în arabă عين فارس) este o comună din provincia Mascara, Algeria.
Populația comunei este de 11.494 de locuitori (2008).